# Каверзнєв Олександр Кирилович
Олекса́ндр Кири́лович Ка́верзнєв (рос. дореф. Каверзневъ Александръ Кирилловичъ; 29 серпня (9 вересня) 1774, Смоленська губернія, Російська імперія — 25 лютого (9 березня) 1867, Санкт-Петербург, Російська імперія) — російський кораблебудівник XIX століття, генерал-лейтенант корпусу корабельних інженерів, що збудував близько 140 бойових суден і склав «Урочний реєстр» — одне з перших статутних положень у сфері кораблебудування Російської імперії, що регламентувало технологічний процес у всіх адміралтействах країни.

## Життєпис

### Ранні роки
Народився 29 серпня 1774 року (за іншими даними — 1775 року) в Смоленській губернії в сім'ї священнослужителів — дід Авакум і батько Кирило Каверзнєви були священниками. З десятирічного віку виховувався в сім'ї свого рідного дядька — російського вченого, біолога Панаса Каверзнєва.
У 1793 році, після закінчення головного народного училища в Смоленську, виїхав до Херсона. 1 січня 1794 року вступив на службу в Чорноморське адміралтейство корабельним учнем 2-го класу. У 1797 році переведений у Санкт-Петербурзьке адміралтейство, відвідував лекції в Морському кадетському корпусі. 1 січня 1798 року проведений у навчені тіммермани, влітку того ж року призначений викладачем у відкрите в Санкт-Петербурзі перше у світі Училище корабельної архітектури, в якому пропрацював до 1804 року, а згодом почав практичну діяльність на суднобудівних верфях.
У 1804 році в Головному гребному порту Санкт-Петербурга спустив на воду 14 канонерських човнів, виправляв у Гатчині і Павловську придворні судна. 26 жовтня 1804 року проведений у помічники корабельного майстра 14-го класу. У 1806 році на Олонецькій верфі спустив на воду 22 канонерські човни. 1 січня 1808 року проведений в помічники корабельного майстра 12-го класу.
Протягом 1808—1809 років продовжував будувати канонерські човни: 6 човнів — у місті Куопіо Великого князівства Фінляндського, 16 — у ризькому порту, 40 човнів і 28 транспортних суден на Лодейнопольській верфі. З 1810 року переробляв у Санкт-Петербурзькому порту 10 транспортних суден у шхуни. Там же спустив на воду збудований за своїми кресленнями острівський човен — плоскодонне судно для мілководдя.
Протягом 1813 року виправляв судна гребного флоту і придворні судна в Павловську, у 1814 році спустив на воду імператорську яхту у вигляді фрегата «Росія», за що був нагороджений золотим годинником. Після побудови яхти-фрегата переведений у ревельський порт для виправлення військових суден. 1 січня 1817 року проведений в помічники корабельного майстра 9-го класу.

### На Чорноморському флоті
1 січня 1821 року проведений в корабельні майстри і відряджений у Херсон командиром кораблебудівної команди. Протягом 1823—1827 років у Херсонському адміралтействі спустив на воду 74-гарматні лінійні кораблі «Пімен» і «Іоанн Златоуст», 44-гарматний фрегат «Штандарт», 10-гарматні бомбардирські судна типу брига «Суперник», «Подібний» і «Ревнитель», 10-гарматні люгери «Глибокий» і «Широкий», 13 канонерських човнів і 60 флашхоутів для наплавного моста через річку Дунай.
22 липня 1824 року проведений у корабельні майстри 8-го класу, а 23 лютого 1827 року — у підполковники корпусу корабельних інженерів. 15 липня 1827 року спустив на воду перший на Чорному морі колісний пароплав «Одеса», який добудовував після смерті головного будівника пароплава І. С. Разумова. У 1828 році нагороджений орденами Святого Володимира IV ступеня і Святої Анни II ступеня.
Протягом 1828—1830 років працював на верфях міста Миколаєва, де спустив на воду 84-гарматні лінійні кораблі «Чесма» і «Адріанополь», 60-гарматні фрегати «Тенедос», «Архіпелаг» і «Ерівань», 18-гарматні бриги «Кастор» і «Поллукс» для дунайської флотилії, 5 канонерських човнів і 5 йолів протягом 1828—1829 років.

#### Конфлікт з Грейгом
У 1826 році військовий губернатор Миколаєва і Севастополя адмірал О. С. Грейг видав наказ № 273, яким наказав зберігати цінний подільський великомірний ліс для будівництва великих суден і заборонив використовувати його для дрібного суднобудування. Окрім будівництва великих судів, Каверзнєву у 1828—1830 роках доручили будівництво шхун. Через відсутність маломірного лісу Каверзнєв змушений був використати для їхнього будівництва великомірний ліс. 
В результаті М. Д. Критський звинуватив Каверзнєва у порушенні наказу № 273, перевитраті лісу та майстрових під час будівництва дрібних суден. Каверзнєв був відданий суду, у зв'язку з чим раніше надіслане подання О. С. Грейга від 1829 року про проведення Каверзнєва в чин полковника було припинено. Суд ухвалив стягнути з Каверзнєва по 1 рублю і 54 копійок за кожен кубічний фут подільських лісів та по 1 рублю і 40 копійок за польські ліси. Враховуючи кількість матеріалів на три корвети, що будувалися, сума, що її зобов'язав виплатити суд, була непосильною. Розуміючи безглуздість такого судового рішення, Грейг вдруге надіслав подання про проведення Каверзнева в чин полковника. Натомість Каверзнєв не став виходити на службу, посилаючись на хворобу. Грейг  вдруге попросив повернути своє подання, оскільки Каверзнєв «позначався хворим, але був здоровим».
Конфлікт скінчився тим, що Каверзнєв написав прохання про відставку через хворобу. За розпорядженням імператора Миколи I Каверзнєва 21 січня 1830 року переведено на Балтійський флот до Санкт-Петербурзького адміралтейства і призначено тимчасовим членом Кораблебудівного облікового комітету.
Каверзнєву надали чин полковника з 1829 року, тобто з дати першого подання Грейга, і інспекторський департамент, розглянувши надіслану судову справу, звільнив Каверзнєва від слідства, про що й повідомив Грейгу листом № 859 від 15 листопада 1830 року.

### На Балтійському флоті
У 1843 році склав «Практичне положення про кораблебудування» та «Урочний реєстр» — одне з перших статутних положень Російської імперії у галузі кораблебудування, яке призначалося для визначення часу виготовлення вузлів і деталей корпусу судна, які були введені у всіх адміралтействах країни. За час роботи в комітеті був ініціатором безлічі практичних пропозицій щодо вдосконалення технологій будівництва суден, збільшення їхньої міцності та довговічності. Зокрема, він запропонував новий метод конопачення палуб, процедури щодо запобігання гниття корабельних корпусів, нові способи скріплення частин суднового набору та низку інших нововведень.
25 березня 1831 року проведений у полковники корпусу корабельних інженерів зі старшинством із 15 січня 1830 року. Протягом 1832—1833 роках будував у Новому адміралтействі 84-гарматний корабель «Володимир», який спустив на воду 10 серпня 1833 року у присутності імператора Миколи I і численних гостей, зокрема О. С. Пушкіна.
У 1837 році в Новому адміралтействі збудував і спустив на воду ще один, однотипний «Володимиру» корабель «Вола». Протягом 1838—1843 років перебував у комісіях з виправлення військових суден Кронштадтського порту. У 1843 році відряджений в Архангельськ для огляду військового суднобудування, і особливо міцності залізних робіт під час будівництва лінійного корабля «Інгерманланд», що будував корабельний майстер В. А. Єршов.
У 1844 році збудував у Новому адміралтействі 84-гарматний лінійний корабель «Андрій», після спуску якого на воду 6 грудня 1844 року Каверзнєва проведено в генерал-майори корпусу корабельних інженерів. Протягом 1845—1853 років обіймав посаду голови комісії з огляду дефектів суден кронштадтського і петербурзького портів.
19 квітня 1853 року проведений в генерал-лейтенанти корпусу корабельних інженерів і звільнений зі служби. Помер 25 лютого 1867 року. Похований на Митрофаніївському кладовищі в Санкт-Петербурзі.

## Нагороди
- Орден Святої Анни II ступеня (1828).
- Орден Святого Володимира IV ступеня (1828).